# Bataille de Givet
Seconde Guerre mondiale,
Bataille de France
Batailles
- Drôle de guerre
- Évacuation des civils de la ligne Maginot
- Mobilisation
- Offensive de la Sarre
- Baie de Heligoland
- Incident de Mechelen
- Plan Jaune
- Plan Dyle
- Luxembourg
- Ében-Émael
- Hannut

- Sedan
- Dinant
- Monthermé
- Givet
- La Horgne
- Gembloux
- Flavion
- Louvain
- Charleroi

- Stonne
- Montcornet
- La Sambre
- Arras

- L'Escaut
- Amiens
- La Lys
- Massacre de Vinkt
- Boulogne-sur-Mer
- Calais
- Poche de Lille
- Massacre du Paradis
- Abbeville
- Dunkerque
- Capitulation belge

- L'Aisne
- L'Ailette
- Opération Paula
- l’Exode
- Pont-de-l'Arche
- Opération Cycle
- Opération Ariel

- Les Alpes
- Vallon du Seuil
- Bombardement de Toulon
- Opération Vado
- La Loire
- Saumur
- La vallée du Rhône
- Bombardements de Marseille
- Menton (Pont-Saint-Louis)
- Combats aériens en Suisse
- Armistice du 22 juin

La bataille de Givet est livrée entre l'Armée française et les Allemands du 13 au 14 mai 1940 pour le contrôle de Givet située sur la Meuse, simultanément avec la percée de Sedan, qui représente l'axe principal de l'offensive allemande, et la bataille de Monthermé-Dinant, au début de la campagne de France.
Elle résulte en une victoire stratégique des Allemands, qui leur permet d'établir une tête de pont sur la rive gauche de la Meuse, conjointement avec la prise de Sedan et d'encercler les armées alliées en Belgique ainsi que dans le nord de la France.

## Contexte historique
Le 10 mai 1940, le Troisième Reich lance une grande offensive sur les Pays-Bas, le Luxembourg, la Belgique et la France.
Les Allemands appliquent le plan jaune : leur groupe d'armées B attaque les Pays-Bas et avance dans la plaine belge, y attirant ainsi l'aile marchante des Franco-Britanniques qui suivent le plan Dyle-Bréda prévu dans le cas d'une telle offensive allemande dans les pays neutres.
Dans le même temps, le groupe d'armées A allemand, avec en premier échelon ses formations de chars (la Gruppe Hoth et la Panzergruppe von Kleist), lance l'attaque principale au centre de la ligne de front, à travers les Ardennes, et atteint ainsi la Meuse le 12 au soir, la franchissant en force le lendemain au niveau de Dinant et de Sedan plus au sud.
La ville de Givet (en wallon : Djivet) constitue la dernière ville fluviale française sur la Meuse avant la Belgique.

## Déroulement de la bataille

### 13 mai: les mouvements des avant-gardes allemandes
Les Allemands de la 32. Infanterie-Division (32. ID de Franz Böhme) occupent la partie de Givet sur la rive droite à partir du 13 mai 1940. Les ponts ont sauté et la division allemande qui doit traverser la Meuse, devra le faire à l'aide de canots sous le feu de la 22e division d'infanterie française (22e DI, général Béziers-Lafosse). Une tentative le jour même à Chooz échoue, et le général Adolf Strauß (chef du II. Armee-Korps dont dépend la 32. ID) repousse l'attaque au lendemain pour que la division puisse se préparer à devoir forcer le passage.

### 14 mai: les attaques aériennes de la Luftwaffe et la percée
Le lendemain matin la division allemande passe à l'offensive générale sur le fleuve : au nord, l’Infanterie-Regiment 96 (IR 96) au niveau de Bac au Prince face à la liaison du 19e régiment d'infanterie (19e RI) et du I/116e régiment d'infanterie (I/116e RI), tandis qu'attaque à Givet même l’Infanterie-Regiment 4 (IR 4) contre le III/116e RI. Par ailleurs, les régiments allemands sont renforcés par d'autres unités et soutenus par plusieurs groupements d'artillerie. Ils réussissent leur traversée au nord à l'aube, la défense du I/19e RI cesse mais la contre attaque d'une section du I/116e RI rétablit la situation de son bataillon face au nord où les Allemands auraient pu désormais les déborder.
Le feu français, notamment celui provenant du fort de Charlemont, cause de lourdes pertes aux Allemands qui traversent la Meuse, si bien que le front de la 22e DI tient toujours à 10h. Mais l'action des canons du fort cesse bientôt, ils sont touchés par ceux des Allemands ou par la Luftwaffe qui a dû être demandée en renfort par la 32. ID, le reste de l'artillerie se repliant alors, laissant l'infanterie avec ses seules armes, ce qui ne suffit plus. Un nouveau régiment allemand arrive en renfort : l’Infanterie-Regiment 94 qui traverse la Meuse au sud de l’IR 96. Bien que les tirs français continuent à leur infliger des pertes, les Allemands sont de plus en plus nombreux à traverser, l’IR 4 réussit à passer plus au sud contre le II/116e et le II/62e régiment d'infanterie. À cause de l'attaque allemande, notamment aérienne, des défenseurs français cèdent à la panique et fuient vers l'arrière ; le capitaine Queignec (chef de la 7/62e RI) signale ainsi « mes hommes sont affolés et malgré tous mes efforts abandonnent la position, j'en ai honte et je reste », il trouvera la mort le soir même. Au milieu de l'après midi, ainsi menacée au nord et au sud par l'avancée des Allemands, la 22e DI se retire de la Meuse. Mais certaines de ses unités poursuivent le combat, la partie gauche de Givet, bien que bombardée, reste ainsi tenue par le III/116e RI, empêchant les Allemands d'y établir un pont, le lieutenant Charpentier se voit confier la « mission de sacrifice » de tenir le fort de Charlemont ; le fort de Condé est occupé par le capitaine Cothereau et le château du Tertre par le capitaine Belin.

## Conséquences
Avec la tête de pont établie à Givet ainsi qu'à Dinant, Monthermé et à Sedan, sept Panzerdivisions allemandes se lancent vers la Manche, encerclant les armées armées alliées dans le nord de la France et en Belgique.
Le plan Dyle qui prévoyait de livrer la bataille décisive qui aurait dû stopper l'invasion allemande en Belgique ne sera ainsi jamais mis en œuvre. Après avoir obtenu la reddition des Néerlandais le 15 mai 1940, les Alliés reculent sur tous les fronts, hormis quelques succès tels qu'à Arras, Abbeville et à Stonne qui permettent de retarder la Blitzkrieg allemande de quelques jours.
Défaite à la bataille de la Lys, la Belgique capitule le 28. Les Britanniques rembarquent précipitamment à Dunkerque tandis que l'armistice est signé entre la France et l'Allemagne le 22 juin.
Givet sera libérée le 7 septembre 1944. En décembre 1944, Charlemont abritera 11 000 soldats américains.
Le 24 décembre 1944, dans un suprême effort, l'offensive allemande à travers les Ardennes, tentant de renouveler la percée de mai 1940, atteindra les portes de Givet. Mais l'héroïque défense de Bastogne (Belgique) et les contre-attaques des Alliés anéantiront le dernier espoir d'Hitler.